# Euparagiinae
Die Euparagiinae sind eine kleine Unterfamilie der Faltenwespen (Vespidae). Sie umfassen eine rezente und zwei fossile Gattungen. Die rezente (lebende) Gattung Euparagia lebt im ariden Südwesten von Nordamerika (USA und Mexiko).

## Merkmale
Euparagiinae sind kleine Wespen mit einer Körperlänge von etwa 4 bis 9 Millimetern. Ihre Körperfärbung ist überwiegend gelblich-strohfarben mit schwarzen, braunen und roten Zeichnungselementen. Der Körperbau ist kompakt mit einem ungestielten, sitzenden freien Hinterleib (Metasoma). Die Familie ist erkennbar vor allem am Bau der Flügel. Die Vorderflügel werden in Ruhe nicht längsgefaltet (Unterschied zu den „höheren“ Faltenwespen). Charakteristisch ist die Form einer Zelle im Vorderflügel, der ersten Subdiskalzelle: diese ist am Ende (distal) verlängert und zugespitzt.

## Lebensweise
Alle Arten der Gattung Euparagia sind solitär und nicht staatenbildend. Die Weibchen bauen Erdnester. Die Imagines sind Blütenbesucher und ernähren sich von Pollen und Nektar. Das Nestbauverhalten wurde bei Euparagia scutellaris als einziger Art näher untersucht. Die Weibchen graben in hartem, sandigem Lehm, den sie durch hervorgewürgtes (regurgitiertes) Wasser anfeuchten. Der Aushub wird zu kleinen pillenartigen Päckchen verbacken. Diese werden zunächst um den entstehenden Eingang abgelagert, so dass sich eine schornsteinförmige, horizontal hervorstehende Röhre bildet, die am Ende gewinkelt ist (ähnlich der Gattung Odynerus, vgl. Gemeine Schornsteinwespe). Der einige Zentimeter lange Gang endet in einer oder mehreren hintereinander liegenden Zellen, zusätzlich zweigen auch seitlich Brutkammern ab (Durchmesser 3 Millimeter, Länge 7 Millimeter). Jede Brutkammer wird verproviantiert, nachdem ein einzelnes Ei abgelegt worden ist. Als Proviant dienten bei Euparagia scutellaris 10 bis 16 durch einen Giftstich paralysierte, lebende Rüsselkäfer-Larven der Gattung Smicronyx, in anderen Untersuchungen auch Ceutorrhynchus und Anthonomus. Es wurden fünf Larvenstadien beobachtet, die in fünf aufeinanderfolgenden Tagen durchlaufen wurden. Nach einer anschließenden Ruhephase baut sich die Larve einen selbst gesponnenen Kokon, in dem sie als Präpuppe überwintert. Die Verpuppung findet dann im folgenden Frühjahr statt.

## Verbreitung
Die Euparagia-Arten leben in trockenen, oft wüstenartigen Lebensräumen im Südwesten der USA (Kalifornien, Arizona, Nevada, Idaho, Utah), östlich mit einer Art bis Texas, und im Nordwesten von Mexiko, auf der Baja California, in Guerrero, Michoacan, Chihuahua, Sonora. Eine neue Art wurde kürzlich in Sanddünen Kaliforniens entdeckt.

## Fossile Arten
Fossile Euparagiinae sind aus kreidezeitlichen Sedimenten aus Kasachstan und Botswana, Südafrika beschrieben worden, sie waren also ursprünglich weiter verbreitet als heute. Die fossilen Arten aus Kasachstan werden in die Gattung Curiosivespa gestellt, der bisher einzige Fund aus Afrika wurde in der neuen Gattung Priorparagia beschrieben. Beide Gattungen weisen gegenüber den lebenden Arten ursprüngliche Merkmale (Plesiomorphien) auf, können aber aufgrund des charakteristischen Flügelgeäders der Unterfamilie zugeordnet werden. Gemeinsam mit einer weiteren, morphologisch noch ursprünglicheren Art aus denselben Lagerstätten in Kasachstan (Priorvespa directa) handelt es sich um die ältesten bekannten Funde von Faltenwespen.

## Taxonomie und Systematik
Die Unterfamilie Euparagiinae umfasst eine rezente und zwei fossile Gattungen. In der rezenten Gattung Euparagia sind zehn Arten bekannt, die in zwei Artengruppen eingeordnet werden. Sie gilt als ursprünglichste noch lebende Unterfamilie der Vespidae und Schwestergruppe aller anderen Faltenwespen zusammengenommen.
In der ursprünglichen Beschreibung wurde die Unterfamilie als Tribus der Honigwespen (Masarinae) eingeordnet. Diese Gruppierung beruht wohl auf plesiomorphen Merkmalen und gilt heute nicht mehr als gerechtfertigt. Sie wurden von J.Bequaert 1918 in den Rang einer Unterfamilie erhoben.

## Belege